# جوزف رید
جوزف رید (به انگلیسی: Joseph Reed) (زادهٔ ۲۷ اوت ۱۷۴۱- درگذشتهٔ ۵ مارس ۱۷۸۵)، از بنیان‌گذاران ایالات متحده، وکیل، افسر نظامی و یک دولتمرد در دوران انقلاب آمریکا بود که بخش عمده‌ای از زندگیش را در پنسیلوانیا سپری کرد. او به عنوان نماینده کنگره قاره‌ای خدمت کرد و زمانی که در کنگره بود، اصول کنفدراسیون را امضاء کرد. او همچنین به عنوان رئیس شورای عالی اجرایی پنسیلوانیا خدمت کرد، سمتی که هم‌ردیف فرمانداری امروز بود.

## اوایل زندگی
رید در سال ۱۷۴۱ در ترنتون در استان نیوجرسی به دنیا آمد. پدرش اندرو رید، یک مغازه‌دار و تاجر بود و مادرش تئودوسیا بووز بود. پدربزرگش جوزف رید (۱۶۵۰–۱۷۲۷) در کاریکفرگوس، شهرستان انتریم در اولستر به دنیا آمد و در جرسی غربی ساکن شد. برادرش، بووز رید (۱۷۴۰–۱۷۹۴)، به عنوان یک سرهنگ در جنگ انقلابی و دبیر ایالت نیوجرسی خدمت کرد. خانواده آنها اندکی پس از تولد رید به فیلادلفیا نقل مکان کرد و رید که پسری جوان بود، وارد آکادمی فیلادلفیا شد (که بعدها به عنوان دانشگاه پنسیلوانیا شناخته شد). او در سال ۱۷۵۷ مدرک لیسانس خود را از کالج نیوجرسی (که بعدها به عنوان دانشگاه پرینستون شناخته شد) دریافت کرد و بلافاصله پس از آن، تحصیلات حرفه‌ای خود را زیر نظر ریچارد استاکتون آغاز کرد. در تابستان ۱۷۶۳، رید با کشتی عازم انگلستان شد و در آنجا به مدت دو سال تحصیلاتش را در رشته حقوق در میدل تِمپل لندن ادامه داد. مدت کوتاهی پس از اتمام تحصیلاتش در سال ۱۷۶۸، رید به عنوان عضوی از انجمن فلسفه آمریکا برگزیده شد.
رید در طول تحصیلات خود عاشقانه مجذوب استر دی بردت شد که دختر نماینده استان خلیج ماساچوست، دنیس دی بردت بود. اگرچه دی بردت بسیار به رید علاقه داشت، اما می‌دانست که رید قصد دارد به فیلادلفیا بازگردد و بنابراین در ابتدا مانع از ازدواج استر با رید شد. رید تنها با یک نامزدی نه چندان پایدار با استر به مستعمره‌نشین‌ها بازگشت و می‌دانست که خیلی زود برای اقامت دائم به بریتانیای کبیر بازخواهد گشت. پس از مرگ پدرش، رید سرانجام به لندن بازگشت و متوجه شد هنگامی که او در راه بازگشت به بریتانیا بوده‌است، پدر استر درگذشته است. رید و استر در مه ۱۷۷۰ در کلیسای کریپلگیت سنت لوک در نزدیکی لندن ازدواج کردند. رید که متوجه شد خانواده دی بردت دچار مشکلات مالی شده‌است، آنقدر در لندن ماند تا امور خانواده همسرش را سامان بدهد. استر و رید به همراه مادر همسرش خانم دی بردت که اکنون بیوه شده بود، در اکتبر ۱۷۷۰ با کشتی رهسپار آمریکای شمالی شدند.
خانواده رید پنج فرزند داشتند: جوزف که یک وکیل برجسته شد؛ دنیس دی بردت؛ جورج واشینگتن که فرمانده نیروی دریایی شد؛ استر؛ و مارتا.

## شغل نظامی
در آغاز جنگ انقلابی، رید یک دفتر وکالت موفق در فیلادلفیا به راه انداخته بود که به درخواست جورج واشینگتن از آنجا استعفا داد. در سال ۱۷۷۵، رید به درجه سرهنگی رسیده بود و متعاقباً به عنوان منشی و آجودان پلیس مخصوص در واشینگتن خدمت کرد.
در ۲۰ اکتبر ۱۷۷۵، رید یک نامه معروف به سرهنگ جان گلاور از هنگ دریانوردان «مردان ماربِلهِد» در ارتش قاره‌ای نوشته کرد و در آن طرح نخستین پرچم نیروی دریایی یعنی پرچم «درخت همیشه سبز آزادی» را ترسیم کرد. سرهنگ گلاور مالک کشتی هانا بود (که به نام همسرش نام‌گذاری شده بود) و به همراه استفان مویلان، افسر عملیات راه‌اندازی سایر نخستین کشتی‌های نیروی دریایی (فرانکلین، هنکوک، هریسون، لی، لینچ، وارن و واشینگتن) بودند که اغلب به عنوان «رزم‌ناوهای واشینگتن» شناخته می‌شدند. رید نوشته بود: «نظر شما در مورد یک پرچم با زمینه سفید، یک درخت در وسط و شعار: «به آسمان متوسل شوید» چیست؟».
در سال ۱۷۷۵، رید به عنوان مأمور پلیس ارتش قاره‌ای شروع به خدمت کرد. در این خدمت او یکی از نزدیکترین افراد مورد اعتماد ارتشبد واشینگتن شد؛ واشینگتن مکرراً به او نامه می‌نوشت و به ندرت بدون مشورت با رید سفر می‌کرد یا تصمیم نظامی می‌گرفت. در دسامبر ۱۷۷۶، واشینگتن که با عصبانیت مشتاق بود محل نیروهای ژنرال چارلز لی را پس از عقب‌نشینی مفتضحانه ارتش قاره‌ای از منهتن بداند، نامه‌ای از لی به رید را باز کرد که در آن هر دوی آنها در مورد توانمندی‌ها و تصمیم‌گیری‌های واشینگتن ابراز تردید جدی کرده بودند. این موضوع برای واشینگتن بسیار ناراحت‌کننده بود، زیرا رید یکی از قابل اعتمادترین افسران او بود. رید تا پایان جنگ بدون دریافت امتیاز به خدمت در ارتش ادامه داد؛ اگرچه اندکی کمتر از سه سال در ارتش قاره‌ای حضور داشت، اما نام رید به عنوان یکی از بنیان‌گذاران انجمن سینسیناتی ذکر نشده‌است. رید در بسیاری از درگیری‌های نظامی در جبهه‌های شمال و شرق شرکت داشت، اما هرگز زخمی نشد. در سال ۱۷۷۷ سمت‌های سرتیپ و رئیس دادگاه عالی پنسیلوانیا به رید پیشنهاد شد که وی هر دوی آنها را رد کرد. او در سال ۱۷۷۸ و ضمن خدمت به عنوان رئیس (فرماندار) در پنسیلوانیا، به عضویت در کنگره انتخاب شد.
رید به خاطر صداقتش معروف شده‌است و هنگامی که رشوه ۱۰۰۰۰ پاوندی و همچنین با ارزش‌ترین دفتر در سرزمین‌های مستعمره‌نشین را به او پیشنهاد دادند تا موجب آشتی سرزمین‌های مستعمره‌نشین با پادشاهی بریتانیا شود، رید اینگونه پاسخ داد: «من ارزش خریده‌شدن ندارم؛ اما پادشاه بریتانیای کبیر هم آنقدر ثروتمند نیست که بتواند مرا بخرد.» رید به عنوان نماینده کنگره قاره‌ای، بندیکت آرنولد را در حالی که در فیلادلفیا فرمانده بود، به قصور نظامی متهم کرد. دادگاه نظامی که در نتیجه این امر تشکیل شد تا حد زیادی آرنولد را تبرئه کرد و با مخالفت شدید سایر اعضای کنگره مواجه شد.

## حرفه سیاسی
در سال ۱۷۷۸، رید یکی از پنج نماینده پنسیلوانیا بود که قانون اساسی اولیه را امضاء کردند. در ۱ دسامبر ۱۷۷۸، او به عنوان رئیس شورای عالی اجرایی پنسیلوانیا انتخاب شد، سمتی که هم‌ردیف فرمانداری امروزی است. رید در مجموع ۶۱ رأی از ۶۳ رأی را به دست آورد و بلافاصله مسئولیت را بر عهده گرفت. جورج برایان، رئیس‌جمهور موقت از زمان مرگ توماس وارتون در ۲۳ مه ۱۷۷۸، تنها یک رای برای ریاست کسب کرد، اما با اکثریت قریب به اتفاق آرا که مشابه آرای نهایی رید بود، مجدداً به عنوان معاون رئیس انتخاب شد. رید دو بار - در ۱۱ نوامبر ۱۷۷۹ و ۱۴ نوامبر ۱۷۸۰ - به عنوان رئیس انتخاب شد - هر بار ویلیام مور را شکست می‌داد و در آخرین بار با مجموع ۵۹ رأی در مقابل ۱ رأی، پیروز انتخابات دوم شد. سومین و آخرین دوره رید در ۱۵ نوامبر ۱۷۸۱، زمانی که سرانجام مور جانشین رید شد، به پایان رسید.
در دوران تصدی رید به عنوان رئیس، رید علاوه بر محاکمه بندیکت آرنولد، بر لغو برده‌داری در پنسیلوانیا و اعطای «نصف دستمزد» مادام‌العمر به سربازان انقلابی نظارت داشت. در سال ۱۷۸۰ پنسیلوانیا قانونی برای لغو تدریجی برده‌داری تصویب کرد.
مخالفت رید با ساکنان میهن‌پرست پنسیلوانیا به خوبی در منابع تاریخی تأیید شده‌است. او در حالی که در کنگره بود، از مصادره اموال میهن‌پرستان و اتهامات خیانت به کسانی که با بریتانیای کبیر همسو بودند، دفاع می‌کرد (رید و خانواده‌اش در خانه مصادره‌شده‌ای زندگی می‌کردند که مربوط به یک میهن‌پرست بود).